# Georges Sporck
Georges Sporck est un compositeur français né le 9 avril 1870 à Paris et mort dans cette même ville le 16 janvier 1943.

## Biographie
Georges Sporck naît à Paris le 9 avril 1870,.
Il étudie la musique à l'école Niedermeyer et au Conservatoire de Paris, où il travaille l'harmonie avec Émile Pessard, le piano avec Blas María Colomer, et est élève pour la composition d'Ernest Guiraud puis Théodore Dubois. S'étant marié, il ne peut prétendre concourir pour le prix de Rome, le règlement précisant que les candidats doivent être célibataires. Il quitte alors le Conservatoire, en 1894, et se perfectionne auprès de Vincent d'Indy,.
Comme compositeur, Sporck est l'auteur de plusieurs œuvres symphoniques à programme, souvent à coloration régionale, à l'image de sa Symphonie vivaraise, de pièces pour piano et de musique de chambre,.
Il est nommé officier d'Académie puis promu officier de l'Instruction publique (en 1906), chevalier (puis officier) du Nichan Iftikhar et officier du Nichan Ilmi de Perse. En 1930, il est nommé chevalier de la Légion d'honneur.
Il meurt à Paris le 17 janvier 1943.

## Distinctions
- Chevalier de la Légion d'honneur (1930).
- Officier de l'Instruction publique (1906).
- Officier d'académie.
- Officier du Nichan Iftikhar

## Œuvres

### Musique symphonique
- Symphonie vivaraise (1902)
- Boabdil, poème symphonique (créé à Monte-Carlo en 1892[5])
- Islande, poème symphonique (créé à Nancy en 1896[5])
- Esquisses symphoniques (créé à Monte-Carlo en 1899[5])
- Orientale, op. 32
- Paysages normands, op. 35
- Méditation, op. 37
- Prélude symphonique, op. 50 (1905)
- Légende, pour saxophone ou cor anglais et orchestre, op. 54 (1905)
- Allegro de concert, pour violon et orchestre (1933)
- Rouen, poème symphonique pour piano et orchestre
- Lied pour violoncelle et orchestre
- Fantaisie-Caprice pour harpe et orchestre
- Marche solennelle pour orgue et orchestre
- Kermesse

### Musique vocale
- Bruges, pour soprano et piano
- Jour fuit, pour voix et piano
- Poèmes orientaux - 1e série, pour soprano et piano
- Poèmes orientaux - 2e série, pour soprano et piano
- Souvenir d'autrefois, pour soprano et piano
- Trois chevaliers, pour voix et orchestre, texte de Martial Ténéo

### Musique de chambre
- Suite pour violoncelle et piano, op. 41 (1899)
- Légende pour clarinette et piano (1905)
- Sonate no 2 pour violoncelle et piano (1908)
- Chanson pour violoncelle et piano (1909)
- Novelette pour hautbois et piano (1911)
- Sonate no 1 en la mineur pour violoncelle et piano, dédié à Madame Gustave Lange-Clairny (1932)
- Trois danses pour piano et quintette à cordes
- Caprice pour flûte et piano
- Allegro de concert pour clarinette et piano
- Allegro de concert pour alto et piano
- Chanson d'antan pour hautbois et piano, op. 18
- Concert pour clarinette et piano
- Méditation pour clarinette et piano, op. 37
- Paysages normands, version pour double quintette à vent
- Orientale pour clarinette et piano
- Rustique pour hautbois et piano
- Sonate no 2, pour violon et piano
- Virelai pour cor et piano

### Piano
- Solo de concours pour piano, op. 21
- Esquisses symphoniques pour piano, op. 31
- Sonatine pour piano, op. 58
- Sonate sur des thèmes populaires du Limousin, dédiée à Mademoiselle Simonne Rocherolles (1926)
- Promenades aux Andelys (1928)
- Jardins de France
- Sonatine sur des thèmes populaires bretons
- Sonate sur des thèmes populaires normands
- Sonate sur des thèmes populaires provençaux
- Sonate sur des thèmes populaires du pays Basque
- Sonate sur des thèmes populaires de la Vendée
- Sonate sur des thèmes populaires du pays d'Auvergne
- Sonate sur des thèmes populaires de Franche-Comté

### Orgue
- Pièce d'orgue sur un thème populaire normand (1913)

### Harpe
- Impromptu en la majeur
- Impromptu no 2 en la mineur

## Discographie
- Impressions picturales, mélodies et pièces pour piano de Georges Sporck, Kiyoko Okada (soprano) et Martine Gagnepain (piano), Quantum, 2003.